# Mágocs
Mágocs [mágoč] (německy Magotsch, chorvatsky Magoč, srbsky Магоч, Magoč, lotyšsky Māgoča) je město v Maďarsku v župě Baranya, těsně u hranic se župou Tolna, spadající pod okres Hegyhát. Nachází se asi 34 km severně od Pécse. Město se rozkládá na ploše 42,54 km² a žije zde 2 348 obyvatel. Podle údajů z roku 2011 zde byli 89,9 % Maďaři, 13,1 % Němci, 9 % Romové a 0,4 % Rumuni.
Nejbližšími městy jsou Dombóvár, Komló, Nagymányok a Sásd. Blízko jsou též obce Alsómocsolád, Bikal, Csikóstőttős, Kisvaszar, Mecsekpölöske a Nagyhajmás.